# Walther Nehring
Walther Kurt Josef Nehring (15 de agosto de 1892 — 20 de abril de 1983) foi general alemão da segunda guerra mundial.

## Biografia
Serviu sob as ordens de Heinz Guderian na invasão da Polônia e posteriormente ganhou o comando do Afrika Korps, liderando-a em duas oportunidades, a primeira foi em (9 de março de 1942 a 19 de março de 1942) e em seguida (29 de maio de 1942 a 31 de agosto de 1942) quando participou da batalha de Alam Halfa, durante a qual ele foi ferido por ataque aéreo. Entre novembro e dezembro de 1942 Nehring comandou o destacamento alemão na Tunísia.
Depois de servir na África, Nehring foi enviado ao front oriental onde comandou o XXIV Corpo Panzer também em duas oportunidades, sendo a primeira no período de 9 de Fevereiro de 1943 a 27 de Junho de 1944 em seguida liderou o 4º Exército Panzer nos meses de julho a agosto de 1944 e logo em seguida voltou a liderar o XXIV Corpo Panzer de 19 de Agosto de 1944 a 19 de Março de 1945. Em março de 1945, pouco antes do final da guerra, ele esteve no comando do 1º Exército Panzer.

## Honrarias
- Distintivo de ferido em ação em prata
- Distintivo Panzer
- Medalha de prata por valor militar (Itália)
- Cruz de ferro de 2ª e 1ª classe
- Cruz de cavaleiro da cruz de ferro com folhas de carvalho e espadas[1]
  - Cruz de cavaleiro (24 de julho de 1941)[1]
  - Folhas de carvalho (8 de fevereiro de 1944)[1]
  - Espadas (22 de janeiro de 1945)[1]
- Cruz federal de mérito